# Genicanthus
Genre
Genicanthus est un genre de poissons osseux de la famille des Pomacanthidés. Les espèces de ce genre sont communément appelées Poisson-ange lyre en raison de la forme de leur nageoire caudale qui évoque celle d'une lyre.

## Description et caractéristiques
Les espèces du genre Genicanthus  présentent un dimorphisme sexuel contrairement aux autres Pomacanthidés.[réf. souhaitée]
Munis d'une petite bouche, ils sont planctonivores. Pour cette raison, ils cohabitent très bien avec les autres animaux en aquarium, et y sont donc très appréciés.

## Liste d'espèces
Selon FishBase (17 octobre 2014), World Register of Marine Species (17 octobre 2014) et ITIS (5 févr. 2011) :
- Genicanthus bellus Randall, 1975 — Poisson-ange lyre splendide
- Genicanthus caudovittatus (Günther, 1860) — Poisson-ange lyre zébré de l'océan Indien
- Genicanthus lamarck (Lacepède, 1802) — Poisson-ange lyre de Lamarck
- Genicanthus melanospilos (Bleeker, 1857) — Poisson-ange lyre zébré du Pacifique
- Genicanthus personatus Randall, 1975 — Poisson-ange lyre masqué
- Genicanthus semicinctus (Waite, 1900) — Poisson-ange lyre à demi-bandes
- Genicanthus semifasciatus (Kamohara, 1934) — Poisson-ange lyre japonais
- Genicanthus spinus Randall, 1975 — Poisson-ange lyre de Pitcairn
- Genicanthus takeuchii Pyle, 1997
- Genicanthus watanabei (Yasuda & Tominaga, 1970)

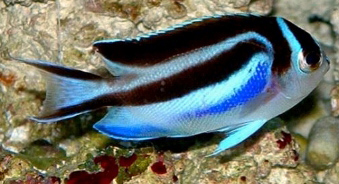
Genicanthus bellus
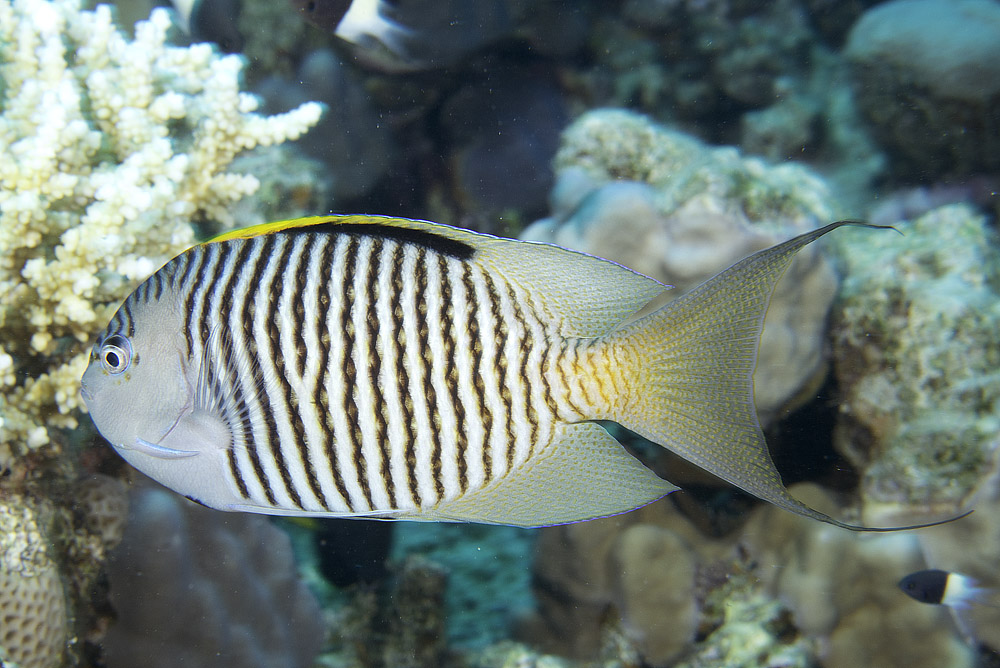
Genicanthus caudovittatus
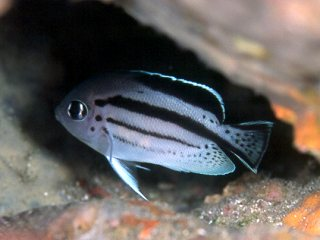
Genicanthus lamarck (juvénile)
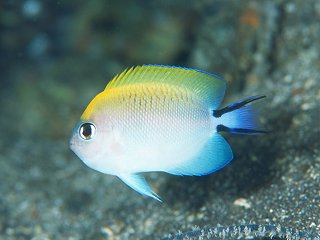
Genicanthus melanospilos
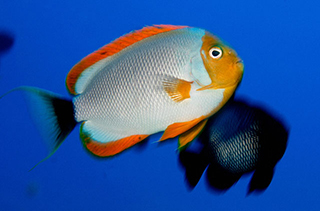
Genicanthus personatus
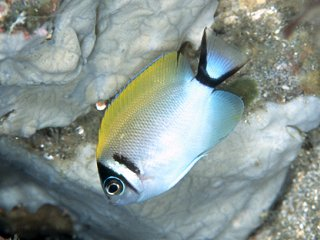
Genicanthus semifasciatus